# Аконъярви (озеро)
А́конъя́рви (фин. Akonjärvi) — озеро на территории Поросозерского сельского поселения Суоярвского района Республики Карелия.

## Общие сведения
Площадь озера — 4,0 км², площадь бассейна — 60,2 км².
Форма озера продолговатая, вытянутая с юго-востока на северо-запад. На озере один небольшой остров в южной части. Береговая линия сильно изрезана и образует много небольших заливов. Берега каменисто-песчаные, местами заболоченные.
Из северо-западной оконечности Аконъярви вытекает ручей Аконоя, впадающий в Чудозеро, через которое протекает река Суна.
Вдоль западного берега озера проходит Западно-Карельская магистраль.
Населённые пункты на озере отсутствуют.
Код водного объекта в государственном водном реестре — 01040100211102000017852.